# Dante Baviera
Dante Baviera (Bologna, 1899 – ...) è stato un calciatore italiano, di ruolo attaccante.

## Carriera
Conta 59 presenze e 15 gol in Divisione Nazionale con Virtus Bologna, Reggiana e Alba Audace.
Militò successivamente nell'Empoli, fino al 1931.